# Noginsk

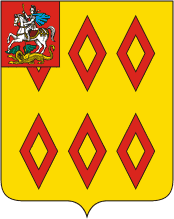
Noginsks vapen.

Noginsk (ryska: Ноги́нск) (1781-1930 Bogorodsk) är en stad i Moskva oblast i Ryssland. Folkmängden uppgick till 102 247 invånare i början av 2015.
Staden ligger vid en bibana till järnvägen mellan Moskva och Nizjnij Novgorod. Bogorodsk växte fram som textilindustristad, främst med ett flertal väverier. Tidigare förekom en omfattande torvtäkt i mossarna runt staden, vid mitten av 1900-talet var omkring 20 000 arbetare sysselsatta med torvtäkt i omgivningarna.